# Box Office India
Box Office India es un sitio web indio con información de la recaudación en taquilla de las películas en hindi. Se encuentra en el puesto 2 457 de visitas en la India y en el puesto 26 189 a nivel mundial al 19 de febrero de 2020. El 20 de enero de 2014 se lanzó un nuevo sitio web de Box Office India.

## Historia
Box Office India se lanzó el 10 de junio de 2003. Utiliza la privacidad de dominio para anonimizar a su propietario. Además de la India, tiene visitas frecuentes de Pakistán, Bangladés, Nepal y otros países donde las películas de Bollywood son populares. Recibe un promedio de 83 854 visitas por día y gana alrededor de $7547 mensuales de ingresos por publicidad. El valor neto estimado de la taquilla india por película es de alrededor de $183 641 a diciembre de 2012. Actualmente tiene alrededor de 350 enlaces de vuelta al sitio web. Ha sido utilizado por algunos periódicos importante como referencia.

## Informes de taquilla
Box Office India proporciona información de la recaudación en taquilla de las películas nacionales y extranjeras en hindi. Este sitio web actualiza periódicamente los informes de taquilla con el desglose territorial de las cifras nacionales anuales, por década y listas de todos los tiempos. También hace un conteo general semanal de la taquilla nacional y actualiza el bruto final mundial de películas en hindi. Además actualiza las cifras del primer fin de semana y la taquilla total de las películas hindi en el extranjero y de algunos países.
El sitio no incluye datos de recaudación para las versiones de películas dobladas en tamil, telugu o canarés. El sitio tampoco muestra la recaudación de taquilla en los mercados del Lejano Oriente o Rusia.